# ساعت گرانبها (فیلم)
ساعت گرانبها (به هندی: Anmol Ghadi) یا دوقلوها لحظه‌ای بی‌ارزش (به انگلیسی: Twins Priceless moment) فیلمی هندی محصول سال ۱۹۴۶ و به کارگردانی محبوب خان است. در این فیلم بازیگرانی همچون سورندرا، نور جهان، ثریا، ظاهور راجا، لیلا میشارا و مراد ایفای نقش کرده‌اند.